# Bharagonalia jacobsoni
Bharagonalia jacobsoni är en insektsart som beskrevs av Young 1986. Bharagonalia jacobsoni ingår i släktet Bharagonalia och familjen dvärgstritar. Inga underarter finns listade i Catalogue of Life.